# Fauroux
Fauroux (okzitanisch Faurós) ist eine französische Gemeinde mit 182 Einwohnern (Stand: 1. Januar 2022) im Département Tarn-et-Garonne in der Region Okzitanien (vor 2016: Midi-Pyrénées). Die Gemeinde gehört zum Arrondissement Castelsarrasin und zum Kanton Pays de Serres Sud-Quercy (bis 2015: Kanton Bourg-de-Visa). Die Einwohner werden Fauroussiens genannt.

## Geografie
Fauroux liegt etwa 37 Kilometer nordwestlich von Montauban an der Séoune. Umgeben wird Fauroux von den Nachbargemeinden Touffailles im Norden und Osten, Miramont-de-Quercy im Osten und Südosten, Saint-Nazaire-de-Valentane im Süden, Brassac im Westen und Südwesten, Bourg-de-Visa im Westen sowie Lacour im Nordwesten.
| Jahr      | 1962 | 1968 | 1975 | 1982 | 1990 | 1999 | 2006 | 2013 |
| --------- | ---- | ---- | ---- | ---- | ---- | ---- | ---- | ---- |
| Einwohner | 263  | 277  | 221  | 196  | 217  | 222  | 201  | 234  |